# Abierto internacional de ajedrez Villa de Benasque
El Open Internacional de Ajedrez «Villa de Benasque» (también denominado Abierto de Ajedrez «Villa de Benasque») es un torneo de ajedrez que se celebra en Benasque, provincia de Huesca (Aragón, España). El torneo es válido para Elo, FIDE y FEDA. Fue declarado el mejor torneo de España, en el año 2014, en la lista de los 25 mejores torneos de la FEDA.

## Ediciones

### 2015
La XXXV edición contó con la presencia de 417 jugadores de 37 países diferentes, entre ellos 105 titulados, de los cuales 37 eran Gran Maestro Internacional y 33 Maestro Internacional. La media de Elo de los 10 mejores fue de 2618, encabezados por Maxim Rodshtein, Ferenc Berkes y Julio Granda Zúñiga. En la clausura del torneo, además del reparto de premios a los ganadores, se distinguió al primer ganador histórico, el uruguayo Lincoln Maiztegui, también al Gran Maestro Heikki Westerinen, por sus más de 30 participaciones, y asimismo al más veterano de los participantes, el aragonés Juan Codina, con 92 años de edad. Nieves García Vicente fue la mejor jugadora femenina y del tramo entre 2101 y 2200 Elo.

## Cuadro de honor
Cuadro de todas las ediciones, con los tres primeros de la clasificación general:
| Año  | Edición                             | Campeón                             | Subcampeón                          | Tercer@                             |
| ---- | ----------------------------------- | ----------------------------------- | ----------------------------------- | ----------------------------------- |
| 1981 | I Open                              | Lincoln Maiztegui Casas             |                                     |                                     |
| 1982 | II Open                             | Jesús María de la Villa García      |                                     |                                     |
| 1983 | III Open                            | Tomás Wellin                        |                                     |                                     |
| 1984 | IV Open                             | Óscar Castro                        |                                     |                                     |
| 1985 | V Open                              | Juan Mario Gómez Esteban            |                                     |                                     |
| 1986 | VI Open                             | Manuel Rivas Pastor                 |                                     |                                     |
| 1987 | VII Open                            | Juan Carlos Gil Reguera             |                                     |                                     |
| 1988 | VIII Open                           | Javier Gil Capape                   |                                     |                                     |
| 1989 | IX Open                             | Ariel Sorin                         |                                     |                                     |
| 1990 | X Open                              | Gerardo Barbero                     |                                     |                                     |
| 1991 | XI Open                             | Walter Arencibia                    |                                     |                                     |
| 1992 | XII Open                            | Alexey Vyzmanavin                   |                                     |                                     |
| 1993 | XIII Open                           | Gilberto Hernández                  |                                     |                                     |
| 1994 | XIV Open                            | Lev Psakhis                         |                                     |                                     |
| 1995 | XV Open                             | Mihai Șubă                          |                                     |                                     |
| 1996 | XVI Open                            | Oleg Kornéiev                       |                                     |                                     |
| 1997 | XVII Open                           | Aleksandr Dèltxev                   |                                     |                                     |
| 1998 | XVIII Open                          | Roberto Cifuentes Parada            | Giorgi Giorgadze                    | Alexander Baburin                   |
| 1999 | XIX Open                            | Davor Komljenovic                   |                                     |                                     |
| 2000 | XX Open                             | Mihail Marin                        |                                     |                                     |
| 2001 | XXI Open                            | Elizbar Ubilava                     |                                     |                                     |
| 2002 | XXII Open                           | Karen Movsziszian                   |                                     |                                     |
| 2003 | XXIII Open                          | Oleg Kornéiev                       |                                     |                                     |
| 2004 | XXIV Open                           | Pàvel Eliànov                       |                                     |                                     |
| 2005 | XXV Open                            | Krishnan Sasikiran                  | Michael Oratovsky                   | Rashad Babaev                       |
| 2006 | XXVI Open                           | Oleg Kornéiev                       | Elizbar Ubilava                     | Nijat Mammadov                      |
| 2007 | XXVII Open                          | Felix Levin                         | Tamaz Guelaixvili                   | Stanislav Sàvtxenko                 |
| 2008 | XXVIII Open                         | Julio Granda Zúñiga                 | Levan Aroshidze                     | Elizbar Ubilava                     |
| 2009 | XXIX Open                           | Mihail Marin                        | Kiril Gueorguiev                    | Zavèn Andriassian                   |
| 2010 | XXX Open                            | Kiril Gueorguiev                    | Eltaj Safarli                       | Hrant Melkumian                     |
| 2011 | XXXI Open                           | Tigran L. Petrossian                | Julio Granda Zúñiga                 | Aleksandr Dèltxev                   |
| 2012 | XXXII Open                          | Dan Zoler                           | Pendyala Harikrishna                | Renier Vázquez Igarza               |
| 2013 | XXXIII Open                         | Eduardo Iturrizaga                  | Maksim Rodshtein                    | Aleksandr Dèltxev                   |
| 2014 | XXXIV Open                          | Hrant Melkumian                     | Jorge Cori Tello                    | Miquel Illescas i Córdoba           |
| 2015 | XXXV Open                           | Baskaran Adhiban                    | Julio Granda Zúñiga                 | Jorge Cori Tello                    |
| 2016 | XXXVI Open                          | Krishnan Sasikiran                  | Andrei Baryshpolets                 | Iuri Kuzúbov                        |
| 2017 | XXXVII Open                         | Tamás Bánusz                        | Péter Prohászka                     | Iuri Kuzúbov                        |
| 2018 | XXXVIII Open                        | Péter Prohászka                     | Eduardo Iturrizaga                  | Daniel Forcén Esteban               |
| 2019 | XXXIX Open                          | Robert Hovhannisian                 | Mateusz Bartel                      | Aleksandar Indjic                   |
| 2020 | Suspendido por la Pandemia Covid-19 | Suspendido por la Pandemia Covid-19 | Suspendido por la Pandemia Covid-19 | Suspendido por la Pandemia Covid-19 |
| 2021 | XL Open                             | Liviu-Dieter Nisipeanu              | Maxime Lagarde                      | Eduardo Iturrizaga                  |
| 2022 | XLI Open                            | Alan Pichot                         | Haik M. Martirosyan                 | Raunak Sadhwani                     |
| 2023 | XLII Open                           | Bu Xiangzhi                         | Fernando Peralta                    | Kirill Alekseenko                   |
| 2024 | XLIII Open                          | Mateusz Bartel                      | Kiriil Alekseenko                   | Ernesto Fernandez Guillen           |
| 2025 | XLIV Open                           | Loic Travadon                       | Dan Zoler                           | Pranav Anand                        |